# Beihania cuculliella
Beihania cuculliella is een vlinder uit de familie van de spinneruilen (Erebidae). De wetenschappelijke naam van de soort werd in 1967 gepubliceerd door Edward Parr Wiltshire.
De soort komt voor in tropisch Afrika.